# Fernand-Alexandre Curmer
Pour les articles homonymes, voir Curmer.
 (avril 2010).
Si vous disposez d'ouvrages ou d'articles de référence ou si vous connaissez des sites web de qualité traitant du thème abordé ici, merci de compléter l'article en donnant les références utiles à sa vérifiabilité et en les liant à la section « Notes et références ».
Fernand-Alexandre Curmer, né à Paris le 15 février 1854 et mort le 17 janvier 1937 à Paris, est un général français.
Général commandant le secteur de Toul au début de la Première Guerre mondiale, puis attaché au Grand quartier général des armées de l'Est, président de la commission des gaz asphyxiants, il est blessé en 1915. Il commande l’École polytechnique de 1916 à 1919.

## Biographie
Fernand Alexandre Curmer est le fils d'Édouard Nicolas Curmer (1803-1876), receveur principal des contributions indirectes, et d'Émélie Louise Warmé (1818-1871). Il est le neveu du célèbre éditeur Léon Curmer (1801-1870). Il réussit en 1874 le concours de l'École polytechnique, il est reçu 75e. À sa sortie de l'École en 1876, classé 183e sur 252, il choisit le Génie. Il passe alors par l'École d'application de Fontainebleau et en sort en 1878 lieutenant dans le génie. Capitaine en second en 1881, capitaine en premier en 1887, il sert en Tunisie de 1888 à 1891. Il est ensuite détaché au ministère de la guerre, puis devient chef de la commission technique du génie en 1906, Colonel en 1907, il prend en 1909 le commandement du 5e régiment du génie, puis en 1910 celui du 3e régiment du génie. 
Général de brigade en 1912, il est à la mobilisation de 1914, le 2 août, nommé commandant du secteur de Toul, puis commandant du génie de la 5e armée en octobre 1914. Le mois suivant, il est nommé en mission au Grand quartier général des armées de l'Est, puis y est attaché définitivement en février 1915, et devient conseiller technique du génie et inspecteur des fortifications. Comme inspecteur général du génie, il prend part aux premières études sur les gaz asphyxiants, préside la commission sur le sujet et rend « de nombreux avis négatifs »,. À Satory en 1915, lors d'une expérience, il est gravement blessé à la jambe, avec de multiples fractures. 
Le général Gallieni lui confie le commandement de l'École polytechnique à la réouverture de l'École, de 1916 à 1919. Il est Commandeur de la Légion d'honneur. Il passe dans la section de réserve en 1919.
Il meurt en 1937.

## Distinctions
- Commandeur de la Légion d'honneur, 13 juillet 1915 (Officier, 1910 ; chevalier, 1891)[3].
- Croix de guerre 1914-1918 avec palme, 13 juillet 1915[3].
- Officier du Nicham Iftikhar, 1891[3].

## Sources
- Gérard Géhin et Jean-Pierre Lucas, Dictionnaire des généraux et amiraux français de la grande guerre 1914-1918, t. 1 : A-K, Paris, Archives & culture, 2007, 519 p. (ISBN 978-2-350-77058-1, OCLC 601139912).
- Dictionnaire de biographie française, Paris, 1932-2005 [détail des éditions] .
- Ministère de la Culture, base Léonore, « Curmer, Fernand Alexandre ».
- Bibliothèque de l'École polytechnique, Famille polytechnicienne, « Curmer, Fernand Alexandre » : notice, registre matricule, fiche matricule.